# Passerculus guttatus
Passerculus guttatus, "beldingsparv", är en fågelart i familjen amerikanska sparvar inom ordningen tättingar.

## Utbredning och systematik
Fågeln utgör en grupp av fyra underarter med följande utbredning:
- beldingi – kustnära södra Kalifornien (Santa Barbara County) till norra Baja California
- anulus – Bahía Vizcaino-området på Baja California
- guttatus – kustnära västra Baja California (Laguna San Ignacio-regionen)
- magdalenae – kustnära västra Baja California (Bahia Magdalena-regionen)

Den betraktas oftast som en del av grässparv (Passerculus sandwichensis), men urskiljs sedan 2016 som egen art av Birdlife International och IUCN.

## Status
Den kategoriseras av IUCN som livskraftig.